# Leonhard Angerer
Leonhard Angerer (* 28. Februar 1861 in Kremsmünster; † 28. Mai 1934 in Linz) war ein österreichischer Benediktiner, Lehrer und Naturforscher.
Nach dem Besuch der Volksschule und des Stiftsgymnasiums in Kremsmünster trat Josef Angerer 1883 in das Benediktinerstift Kremsmünster ein und erhielt den Ordensnamen Leonhard. Angerer studierte von 1883 bis 1887 Theologie im Stift Sankt Florian und wurde 1887 zum Priester geweiht. Anschließend studierte er an der Universität Wien, wo er 1891 die Lehramtsprüfung für Naturgeschichte ablegte. Von 1891 bis 1934 lehrte er am Stiftsgymnasium der Benediktiner in Kremsmünster Naturgeschichte, zunächst als suppl. Professor, seit 1895 als wirklicher Professor; von 1893 bis 1902 war er auch Konviktspräfekt.
Angerer war von 1902 bis 1934 Kustos der naturhistorischen Sammlungen des Stifts Kremsmünster. Er interessierte sich für die Naturgeschichte seiner Heimat und war auf den Gebieten der Geologie, Paläontologe, Urgeschichte und Botanik tätig. So führte er Ausgrabungen in der Lettenmaierhöhle durch und verfasste eine Arbeit zur Geologie und Urgeschichte von Kremsmünster, in der er auch Angaben zur Paläontologie macht. Angerer war seit 1912 Korrespondent der Geologischen Reichsanstalt.

## Veröffentlichungen  (Auswahl)
- Geologie und Prähistorie von Kremsmünster. In: 60. Programm des Obergymnasiums der Benediktiner zu Kremsmünster für das Schuljahr 1910. Kremsmünster 1910, S. 29–115.
- Neue Funde neolithischer Steinwerkzeuge aus der Umgebung von Kremsmünster. In: Wiener Prähistorische Zeitschrift 10, 1923, S. 37–38.